# Usaburo Hidaka
Usaburo Hidaka (japonsko 日高 卯三郎), japonski nogometaš.
Za japonsko reprezentanco je odigral dve uradni tekmi.